# Радуга (Новосибирская область)
Ра́дуга — посёлок в Мошковском районе Новосибирской области. Входит в состав городского поселения рабочий посёлок Станционно-Ояшинский.
Посёлок образован в 1960-е годы для работников радиоцентра № 9, запущенного в 1967 году для обеспечения радиовещания в ДВ, СВ и КВ диапазонах на территорию Сибири и стран юго-восточной Азии. Официальное название "Радуга" посёлку связистов присвоено в 1975 году.

## География
Площадь посёлка — 28 гектаров.

## Население
| 2002 | 2007 | 2010 |
| ---- | ---- | ---- |
| 678  | ↗732 | ↘630 |

## Инфраструктура
В посёлке по данным на 2007 год функционируют 1 учреждение здравоохранения и 1 учреждение образования.
На момент начала 2023 года, в посёлке не действует учреждение здравоохранения в постоянном режиме, но иногда приезжают врачи с районного центра на приём пациентов